# غلبرغان (باقران)
غلبرغان (بالفارسية: گلبرگان) هي مستوطنة تقع في إيران في قسم باقران الريفي. يقدر عدد سكانها بـ 100 نسمة .